# Ferenc Kölcsey

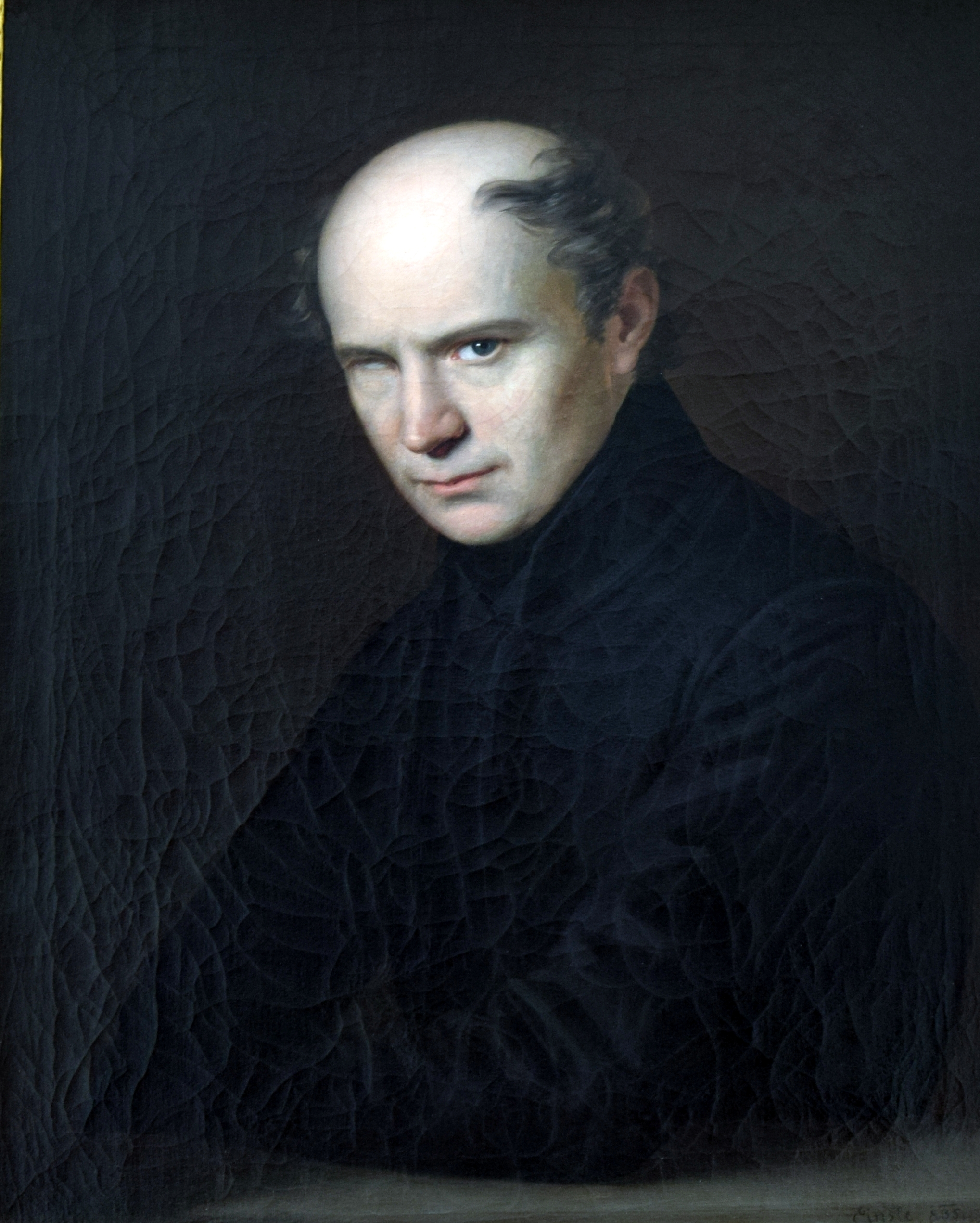
Ferenc Kölcsey

Ferenc Kölcsey (* 8. August 1790 in Sződemeter; † 24. August 1838 in Cseke) war ein ungarischer Schriftsteller.

## Leben
Ferenc Kölcsey schrieb von Aufklärung und Romantik beeinflusste Lyrik und Essays. Er war Gründungsmitglied der Kisfaludy-Gesellschaft. Er verfasste den Text der ungarischen Nationalhymne als Gedicht mit dem Untertitel A magyar nép zivataros századaiból „Aus den stürmischen Jahrhunderten des ungarischen Volks“. Von 1812 bis 1815 lebte er in einem schilfgedeckten klassizistischen Herrenhaus in Álmosd. Darin befindet sich heute ein Ferenc-Kölcsey-Museum.
Von 1832 bis 1834 war Kölcsey Landtagsabgeordneter. Sein klassizistisches Grabmal befindet sich auf dem reformierten Friedhof von Szatmárcseke, Komitat Szabolcs-Szatmár-Bereg.